# Kathy Bates
Kathleen Doyle "Kathy" Bates (sinh ngày 28 tháng 6 năm 1948) là một nữ diễn viên kịch, điện ảnh kiêm đạo diễn người Mỹ, đã đoạt Giải Oscar, Giải Quả cầu vàng và Giải của Nghiệp đoàn diễn viên màn ảnh.

## Tiểu sử

### Thời thơ ấu
Bates sinh tại Memphis, Tennessee, Hoa Kỳ, là con gái của Bertye Kathleen (nhũ danh Talbot), người nội trợ và Langdon Doyle Bates, một kỹ sư cơ khí. Nội tổ của Bates là một di dân từ Ireland tới New Orleans và làm bác sĩ riêng cho tổng thống Andrew Jackson. Bates có 2 chị gái, Mary và Patricia. Bà tốt nghiệp trường White Station High School ở Memphis, rồi học trường Southern Methodist University, chuyên về kịch nghệ và là hội viên của Hội phụ nữ Alpha Delta Pi. Bà tốt nghiệp trường này năm 1969 và chuyển tới cư ngụ ở thành phố New York năm 1970 để theo đuổi nghề diễn viên.

### Sự nghiệp
Bà xuất hiện ở Broadway trong các vở Fifth of July của Lanford Wilson và vở Come Back to the Five and Dime, Jimmy Dean, Jimmy Dean do Robert Altman đạo diễn, đối đầu với Karen Black và Cher. Bà được đề cử cho Giải Tony năm 1983 cho vai diễn ở vở kịch đoạt Giải Pulitzer là vở 'night, Mother, đối đầu với Anne Pitoniak. Vở 'night, Mother này đã được trình diễn trên một năm.
Một trong các thành công khác của bà trong kịch nghệ ở New York là vở Off-Broadway, vở Frankie and Johnny in the Clair de Lune của Terrence McNally đã được trình diễn 533 buổi. McNally viết vở này đặc biệt cho Bates và F. Murray Abraham, nhưng Abraham bỏ vai diễn và Kenneth Welsh diễn thay. Vở này sau đó được quay thành phim mang tên Frankie and Johnny, với các ngôi sao Al Pacino và Michelle Pfeiffer.
Vai diễn trong phim đầu tiên của Bates là phim hài Taking Off năm 1971 của Miloš Forman (ghi tên trên phim là "Bobo Bates"), trong đó bà hát bài nguyên thủy "Even Horses Had Wings". Phim tiếp theo của Bates là phim Straight Time (1978) với Dustin Hoffman. (Năm 1990, bà lại đóng chung với Hoffman trong phim
Dick Tracy của Warren Beatty trong vai người viết tốc ký.) Bates tiếp tục xuất hiện trong các phim như Summer Heat, The Morning After và làm diễn viên khách trong các show truyền hình như L.A. Law, trước khi giành được vai người hâm mộ bị ám ảnh Annie Wilkes, kẻ đã bắt giữ tác giả mà mình hâm mộ (do James Caan diễn), trong phim giật gân Misery năm 1990, dựa trên tiểu thuyết cùng tên của Stephen King. Bates được đề cử lần đầu cho giải Oscar cho nữ diễn viên chính xuất sắc nhất, cho vai diễn này và đã đoạt giải. Ngay sau đó, bà diễn chung với Jessica Tandy trong phim được hoan hô Fried Green Tomatoes năm 1991.
Năm 1995, bà thực hiện được vai diễn được hoan hô khác là vai nhân vật mang tên phim Dolores Claiborne, nhưng không được đề cử cho giải Oscar. Bà cũng nổi bật trong vai cố vấn chính trị miệng lưỡi chua ngoa Libby Holden trong phim Primary Colors năm 1998, chuyển thể từ quyển sách trong đó ký giả chính trị Joe Klein thuật lại các kinh nghiệm của mình về chiến dịch tranh cử tổng thống kéo dài năm 1991-1992. Với vai diễn này, Bà được đề cử cho giải Oscar cho nữ diễn viên phụ xuất sắc nhất. Đây là lần đề cử thứ hai của bà, nhưng không đoạt giải. Năm 2002, bà lại được đề cử lần nữa cho vai diễn trong phim About Schmidt, nhưng cũng không đoạt giải.
Bates đóng vai khỏa thân lần đầu khi 43 tuổi, trong phim At Play in the Fields of the Lord (1991) và khỏa thân lần nữa trong 1 cảnh ở phim About Schmidt. Gần đây hơn, Bates và Terry Bradshaw đóng vai cha mẹ của nhân vật Matthew McConaughey trong phim Failure to Launch năm 2006. Bates cũng diễn một vai nhỏ rất đạt trong loạt phim ngắn nhiều tập The Stand của Stephen King, nhưng không ghi tên trên phim.
Bates được đề cử cho Giải Emmy 7 lần, cả trong vai trò diễn viên lẫn đạo diễn truyền hình: "Giải cho diễn viên xuất sắc trong loạt phim ngắn nhiều tập hoặc phim" cho vai diễn là người quản lý Helen Kushnick
của Jay Leno trong phim The Late Shift (1996) của HBO, và 2 lần nữa trong cùng thể loại, cho vai Miss Hannigan trong phim làm lại Annie (1999) của Disney và cho phim Warm Springs (2005) của HBO. Bates được đề cử cho "Giải cho nữ diễn viên chính trong loạt phim ngắn nhiều tập hoặc phim" cho phim Ambulance Girl (2006) của Lifetime Television, cũng chính do bà đạo diễn. Bates xuất hiện trong 10 tập của loạt phim ngắn nhiều tập Six Feet Under của đài Truyền hình cáp quang HBO, trong đó bà được đề cử cho Giải Emmy cho "Nữ diễn viên khách trong loạt kịch ngắn, vai Bettina, năm 2003. Bates cũng được đề cử cho giải "Nữ diễn viên khách xuất sắc trong loạt hài kịch nhiều tập" 3rd Rock from the Sun năm 1999. Cùng năm, Bates được đề cử cho giải đạo diễn xuất sắc trong loạt phim truyền hình ngắn nhiều tập hoặc phim" cho phim truyền hình Dash & Lilly.
Bắt đầu từ thập niên 1990, Bates chuyển sang làm đạo diễn truyền hình: Bates đã đạo diễn các tập Homicide: Life on the Street, NYPD Blue, Oz, Six Feet Under, Everwood, Dash and Lilly và Ambulance Girl (mà bà cũng diễn xuất). Năm 2007, Bates đạo diễn và cũng diễn xuất trong Have Mercy, đối đầu với Melanie Griffith. Năm 2008, bà tái hợp với đội ngũ diễn viên cũ của phim Titanic là ngôi sao Leonardo DiCaprio và Kate Winslet trong phim Revolutionary Road.

### Truyền hình
Năm 1983, khi chưa nổi danh, Bates diễn vai người bạn đồng tù Belle trong vở kịch truyền hình nhiều kỳ All My Children. Nàng dày vò và coi thường cô gái trẻ Erica Kane (Susan Lucci) cùng chung xà lim với nàng, vì bị gán cho tội giết người. Vở kịch nhiều tập này có thể xem trên YouTube.

### Đời tư
Năm 1991, Bates kết hôn với nam diễn viên Tony Campisie. Họ ly dị năm 1997. Bà là chủ tịch Ban điều hành ngành diễn viên của Hội đồng quản trị Viện Hàn lâm Khoa học và Nghệ thuật Điện ảnh. Bates bị chẩn đoán là mắc bệnh ung thư buồng trứng năm 2003, nhưng gần đây đã ăn mừng 5 năm thuyên giảm và tự coi như mình đã hoàn toàn bình phục. Bà chia sẻ chuyện của mình với Liên minh quốc gia Ung thư buồng trứng trong tháng 9 năm 2008 trong một PSA và phỏng vấn.

## Phim mục

### Phim
| Năm  | Phim                                                   | Vai diễn                                     | Ghi chú |
| ---- | ------------------------------------------------------ | -------------------------------------------- | --- |
| 1971 | Taking Off                                             | Audition Singer: 'Even the Horses Had Wings' | vai Bobo Bates |
| 1978 | Straight Time                                          | Selma Darin                                  | |
| 1982 | Come Back to the Five and Dime, Jimmy Dean, Jimmy Dean | Stella Mae                                   | |
| 1983 | Two of a Kind                                          | Furniture man's wife                         | |
| 1986 | The Morning After                                      | Woman on Mateo Street                        | |
| 1987 | Summer Heat                                            | Ruth                                         | |
| 1988 | My Best Friend Is a Vampire                            | Helen Blake                                  | vai Kathy D. Bates |
| 1988 | Arthur 2: On the Rocks                                 | Mrs. Canby                                   | |
| 1989 | Signs of Life                                          | Mary Beth Alder                              | |
| 1989 | High Stakes                                            | Jill                                         | |
| 1990 | Men Don't Leave                                        | Lisa Coleman                                 | |
| 1990 | Dick Tracy                                             | Mrs. Green                                   | |
| 1990 | White Palace                                           | Rosemary                                     | |
| 1990 | Misery                                                 | Annie Wilkes                                 | Đoạt Giải Oscar cho nữ diễn viên chính xuất sắc nhất Đoạt Giải Quả cầu vàng cho nữ diễn viên phim chính kịch xuất sắc nhất |
| 1991 | At Play in the Fields of the Lord                      | Hazel Quarrier                               | |
| 1991 | Fried Green Tomatoes                                   | Evelyn Couch                                 | Đề cử Giải Quả cầu vàng cho nữ diễn viên phim chính kịch xuất sắc nhất |
| 1992 | The Road to Mecca                                      | Elsa Barlow                                  | |
| 1992 | Shadows and Fog                                        | Gái điếm                                     | |
| 1992 | Prelude to a Kiss                                      | Leah Blier                                   | |
| 1992 | Used People                                            | Bibby Berman                                 | |
| 1993 | A Home of Our Own                                      | Frances Lacey                                | |
| 1994 | North                                                  | Alaskan mom                                  | |
| 1994 | Curse of the Starving Class                            | Ella Tate                                    | |
| 1994 | The Stand                                              | Rae Flowers                                  | Không ghi tên trên phim |
| 1995 | Dolores Claiborne                                      | Dolores Claiborne                            | |
| 1995 | Angus                                                  | Meg Bethune                                  | |
| 1996 | Diabolique                                             | Det. Shirley Vogel                           | |
| 1996 | The War at Home                                        | Maurine Collier                              | |
| 1996 | The Late Shift                                         | Helen Kushnick                               | Đoạt Giải Quả cầu vàng cho nữ diễn viên phụ trong loạt phim nhiều tập, phim ngắn nhiều tập hoặc phim truyền hình Đoạt Giải của Nghiệp đoàn diễn viên màn ảnh cho nữ diễn viên xuất sắc trong phim truyền hình hoặc loạt phim ngắn nhiều tập Đề cử Giải Emmy |
| 1997 | Swept from the Sea                                     | Miss Swaffer                                 | |
| 1997 | Titanic                                                | Molly Brown                                  | |
| 1998 | Primary Colors                                         | Libby Holden                                 | Đề cử Giải Oscar cho nữ diễn viên phụ xuất sắc nhất Đề cử Giải Quả cầu vàng cho nữ diễn viên điện ảnh phụ xuất sắc nhất Đoạt Giải của Nghiệp đoàn diễn viên màn ảnh cho nữ diễn viên đóng vai phụ xuất sắc                                                  |
| 1998 | The Effects of Magic                                   | Raphaella, the Magic Bunny                   | giọng nói |
| 1998 | The Waterboy                                           | Helen 'Mama' Boucher                         | Đoạt Giải điện ảnh Blockbuster cho nữ diễn viên phụ xuất sắc nhất trong vai hài |
| 1998 | A Civil Action                                         | Bankruptcy judge                             | không ghi tên trên phim |
| 1999 | Annie                                                  | Miss Agatha Hannigan                         | Đề cử Giải Emmy Đề cử Giải Quả cầu vàng |
| 1999 | 3rd Rock From the Sun                                  | Charlotte Everly                             | Đề cử Giải Emmy |
| 1999 | Dash and Lily                                          | Director                                     | Đề cử Giải Emmy cho đạo diễn |
| 2001 | Rat Race                                               | The Squirrel Lady                            | không ghi tên trên phim |
| 2001 | American Outlaws                                       | Ma James                                     | |
| 2002 | Love Liza                                              | Mary Ann Bankhead                            | |
| 2002 | Dragonfly                                              | Mrs. Belmont                                 | |
| 2002 | About Schmidt                                          | Roberta Hertzel                              | Đề cử Giải Oscar cho nữ diễn viên phụ xuất sắc nhất Đề cử Giải Quả cầu vàng cho nữ diễn viên điện ảnh phụ xuất sắc nhất |
| 2002 | Unconditional Love                                     | Grace Beasley                                | |
| 2002 | My Sister's Keeper                                     | Christine Chapman                            | Đề cử Giải của Nghiệp đoàn diễn viên màn ảnh |
| 2003 | Six Feet Under                                         | Bettina                                      | Đề cử Giải Emmy |
| 2004 | Around the World in 80 Days                            | Queen Victoria                               | |
| 2004 | Little Black Book                                      | Kippie Kann                                  | |
| 2004 | The Cutting Edge: The Magic of Movie Editing           | Narrator                                     | phim tài liệu |
| 2004 | The Bridge of San Luis Rey                             | The Marquesa                                 | |
| 2005 | Rumour Has It                                          | Aunt Mitsy                                   | không ghi tên trên phim |
| 2005 | 3 & 3                                                  | The Judge                                    | |
| 2005 | Warm Springs                                           | Helena Mahoney                               | Đề cử Giải Emmy |
| 2006 | Failure to Launch                                      | Sue                                          | |
| 2006 | Have Mercy                                             |                                              | |
| 2006 | Solace                                                 | vợ Marrow                                    | |
| 2006 | Ambulance Girl                                         | Jane Stern                                   | Đề cử Giải Emmy |
| 2006 | Relative Strangers                                     | Agnes Menure                                 | |
| 2006 | Bonneville                                             | Margene                                      | |
| 2006 | Charlotte's Web                                        | Bitsy the Cow                                | giọng nói |
| 2007 | Bee Movie                                              | Janet Benson                                 | giọng nói |
| 2007 | Fred Claus                                             | Mother Claus                                 | |
| 2007 | The Golden Compass                                     | Hester                                       | giọng nói |
| 2007 | PS, I Love You                                         | Patricia                                     | |
| 2007 | Christmas Is Here Again                                | Miss Dowdy                                   | giọng nói |
| 2008 | The Family That Preys                                  | Charlotte Cartwright                         | |
| 2008 | The Day the Earth Stood Still                          | Secretary of Defense, Dr. Regina Jackson     | |
| 2008 | Revolutionary Road                                     | Mrs. Helen Givings                           | |
| 2009 | Cheri                                                  | Madame Peloux                                | |
| 2009 | Personal Effects                                       | Gloria                                       | |

### Phim ngắn
| Năm  | Phim        | Vai diễn | Ghi chú |
| ---- | ----------- | -------- | ------- |
| 1999 | Baby Steps  |          |         |
| 2004 | The Ingrate |          |         |